# 纳拉特
纳拉特（Narath），是印度喀拉拉邦Kannur县的一个城镇。总人口12553（2001年）。

## 人口
该地2001年总人口12553人，其中男性5986人，女性6567人；0—6岁人口1481人，其中男738人，女743人；识字率79.79%，其中男性为83.96%，女性为75.99%。